# Федерация лёгкой атлетики Греции
Федерация лёгкой атлетики Греции (греч. Σύνδεσμος Ελληνικών Γυμναστικών Αθλητικών Σωματείων, ΣΕΓΑΣ, SEGAS) — руководящий орган по развитию лёгкой атлетики и проведению соревнований в Греции. Основана в 1897 году как Ассоциация греческих клубов спорта и гимнастики (Σύνδεσμος Ελληνικών Αθλητικών και γυμναστικών Σωματείων, ΣΕΑΓΣ). Признана Международной ассоциацией легкоатлетических федераций (ИААФ) в 1924 году. Является членом Европейской легкоатлетической ассоциации. Административно подчиняется генеральному секретариату (ГГА) министерства культуры и спорта Греции.
Президент София Сакорафа с 31 марта 2021 года, третий избранный президент и первая женщина в этой должности. Представителем SEGAS в Национальном олимпийском комитете Греции стал Василис Севастис.
В июне 1894 года в Париже состоялся Международный спортивный конгресс, на котором было решено провести летние Олимпийские игры 1896 года в Афинах. Это привело к росту интереса к лёгкой атлетике в Греции. Во время соревнований в 1895 году в Патрах представителями клубов было решено создать ассоциацию. Первое учредительное собрание состоялось 11 января 1897 года в спортзале спортивного клуба «Панеллиниос», с 12 по 15 января собрания проводились в конференц-зале литературного общества «Парнас».